# Осторожно! Красная ртуть!
«Осторожно! Красная ртуть!» (укр. Обережно! Червона ртуть) — украинский художественный фильм 1995 года, снятый режиссёром Анатолием Ивановым на киностудии имени А. Довженко, его последняя работа в кинематографе.

## Сюжет
Депутат Думы и его жена были убиты. Майор уголовного розыска Анатолий Тополь начинает расследование и сталкивается с «тайной красной ртути», обладающей уникальными свойствами и высокой энергоемкостью. В процессе расследования он узнаёт о разработке секретного «оружия» и оказывается втянутым в опасные игры во властных кругах.

Когда разгорается скандал вокруг возглавляющего правительство Ефима Звягильского, Анатолий Иванов решается на сюжет о мафии и незаконной торговле оружием — «Осторожно! Красная ртуть!». В снятом на украинском языке детективе раскрываются тайны власти вокруг убийства депутата и производства атомных мини-бомб.
Оригинальный текст (укр.)Коли спалахує скандал навколо Юхима Звягільсьского, котрий очолює уряд, Анатолій Іванов наважується на сюжет про мафію та незаконну торгівлю зброєю — «Обережно! Червона ртуть». У детективі, знятому українською мовою, розкриваються таємниці влади навколо вбивства депутата й виробництва атомних міні-бомб.
— монография «Історія українського кінематографа», издание KINO-КОЛО, 2005 год

## В ролях
- Владимир Талашко — Анатолий Иванович Тополь
- Вадим Поликарпов — лейтенант милиции Ворона
- Олег Масленников — старший лейтенант милиции Полянский
- Анатолий Лукьяненко — прапорщик Дашкевич
- Артур Ли — Ахметов
- Леонид Яновский — сержант милиции Трохимчук
- Георгий Дрозд — Леонид Петрович Пекарь
- Виктория Соколова — Вера
- Давид Бабаев — Давид Ашкенази
- Сергей Романюк — Фёдор Федосеевич
- Сергей Озиряный — Вася
- Юрий Мажуга — Филипп Петрович
- Владимир Абазопуло — полковник Авакумов
- Лев Окрент — Семён Борисович Сац
- Анатолий Васильев — генерал Службы безопасности Украины

## Съёмочная группа
- Режиссёр: Анатолий Иванов
- Сценарист: Сергей Валяев
- Оператор: Василий Трушковский
- Художники: Оксана Тимонишина, Светлана Филатова
- Звукорежиссёр: Татьяна Нилова
- Композитор: Юрий Шелковский

## Критика
Этот фильм поставлен на украинской студии имени А. Довженко, снискавшей ещё в советские времена печальную славу поставщика на экраны посредственной продукции. Кажется, что этой картиной студия упрочила эту репутацию. Трудно представить, что в то время, как кинопроизводство большинства стран зациклено на выпуске криминальных лент, изощряясь в стремлении переплюнуть своих конкурентов, появляется такой примитивный по содержанию и беспомощный по художественному воплощению фильм.
— журнал «Вестник», 1997 год